# Turið Torkilsdóttir
Turið Torkilsdóttir [ˈtuːɹɪ ˈtɔʃtʃɪlsˌdœtːɪɹ], o Þuriðr Þorkelsdóttir en nòrdic antic, (c.960 a Ulfdal, massís del Dovrefjell de Noruega - c. 1047 a Skúvoy, Illes Fèroe) va ser una vikinga considerada la primera dona influent en la història de les Illes Fèroe. Era filla del cabdill viking Torkil, anomenat Gebre Negre (Torkil Barfrost), i de Ragnhild Tórálvsdóttur. La Saga dels feroesos l'anomena Turid høvdingenke (la vídua en cap).

## Origen i variants del seu nom
L'antropònim femení Þuríðr admet algunes formes en nòrdic antic. El nom femení inicial sembla Þorríðr, forma contraguda de Þórfríðr, antropònim que pot ser tan femení com masculí. Tanmateix, es troben igualment d'altres variants en nòrdic antic com ara Þúríðr o Þyríðr. L'islandès conserva encara aquest nom de pila amb la forma Þuríður, amb una [y] de recolzament. Per contra el feroès admet les formes Thurið i Turið. A les altres llengües escandinaves com el noruec o el danès, les consonants inicials i finals s'han endurit, i tant en noruec, danès o suec la forma que apareix és Turid.
Þorkelsdóttir o Thorkilsdóttir significa «filla de þorkell». El seu pare era noruec que duia aquest nom. Aquest sistema antroponímic d'anomenar la filla amb el nom del pare seguit de -dóttir «filla» (o -son, si es tracta d'un fill) encara es fa servir a Islàndia, on gairebé no hi ha noms de família. L'antropònim noruec þorkell (genitiu Þorkels, forma més rara Thorkil, genitiu Thorkils) és una variant del mateix noruec Þórkæll. Es tracta de les formes contragudes de Þórkætill i Þorketill.
El sobrenom de Turið Torkilsdóttir, Megineinkja [ˈmɛːjɪnˌanca] (høvdingenke), «la vídua en cap», s'utilitza des de l'any 1005, moment en què ella enviuda després de l'assassinat del seu marit Sigmundur, un capdill de les Illes Fèroe.

## Biografia
Turið era la filla Þorkell Barfrost i Ragnhild Þoralfsdóttir, tots dos originaris de Noruega. La seva data exacta de naixement no es coneix amb certesa; la Saga dels feroesos ens diu que Sigmundr Brestisson i Þóri Beinisson durant el seu viatge a Noruega al voltant de 973 van passar per Ulfdal al Dovrefjell. Aquest és el lloc on vivien els pares de Þuriðr, però hauria estat "molt jove" en aquell moment, segons els termes de la saga. Més tard, va néixer una relació amb Sigmundr pels volts del 979, de la qual Turið en va quedar embarassada. Se suposa que tenien tots dos la mateixa edat, 18 anys.
Turið Torkilsdóttir es va casar amb Sigmundr pels volts del 986, quan va néixer la seva filla Þóra. Aquest naixement es va produir durant el tercer viatge de Sigmundur a Noruega. El matrimoni va tenir lloc, segons la mateixa saga, a la cort del rei Håkon Sigurdsson, prop de Trondheim, i el convit va durar set dies. La tardor del mateix any, la jove parella es va traslladar a les Illes Fèroe, on hi van passar ja la resta de la seva vida.
D'aquesta unió en van néixer quatre fills més: Þórálfr, Steingrímr, Brandr i Heri. Tots vivien a la cort de Skúvoy.